# Gejuelo del Barro
Gejuelo del Barro – gmina w Hiszpanii, w prowincji Salamanka, w Kastylii i León, o powierzchni 43,33 km². W 2011 roku gmina liczyła 46 mieszkańców.